# Markkleeberg
Markkleeberg är en stad i Tyskland, belägen i Landkreis Leipzig i förbundslandet Sachsen, 8 km söder om centrala Leipzig. Staden har cirka 24 000 invånare och är administrativt en Große Kreisstadt, det vill säga en större stadskommun som övertagit vissa sekundärkommunala uppgifter från sin Landkreis.

## Historia
Området omkring staden var en av huvudskådeplatserna för slaget vid Leipzig 1813.
Staden Markkleeberg bildades ursprungligen genom sammanslutning av orterna Oetzsch-Markkleeberg och Gautzsch 1934. Centrum i dagens Markkleeberg låg i dåvarande Oetzsch, men då man under Nazityskland medvetet ville ersätta slaviskklingande namn med mer tyskklingande valdes namnet på den minsta orten Markkleeberg  (idag Markkleeberg-Ost) som nytt namn för hela orten. Staden har successivt slagits ihop med mindre grannorter därefter. Ett beslut 1999 i Sachsens lantdag, om att låta Markkleeberg uppgå i storstaden Leipzig, överklagades framgångsrikt och Markkleeberg är idag fortfarande självständig stadskommun.